# Hans Völter (Politiker)
Hans Völter (* 16. Juli 1890 in Pforzheim; † 19. Mai 1944 in Berlin) war ein deutscher Politiker (SPD).
Nach dem Besuch der Volksschule und des Gymnasiums in Pforzheim studierte Völter von 1909 bis 1913 Rechtswissenschaften und Staatswissenschaften in Heidelberg, München und Wien. 1913 promovierte Völter in Heidelberg zum Dr. phil. Ein Jahr später, 1914, heiratete er. 
Von 1914 bis 1918 nahm Völter am Ersten Weltkrieg teil. Ab 1918 war er hauptberuflich in der Beamtenbewegung tätig. Nachdem er bereits um 1910 in die Sozialdemokratische Partei Deutschlands (SPD) eingetreten war, wurde er 1922 als geschäftsführendes Vorstandsmitglied des Allgemeinen Deutschen Beamtenbundes erstmals in größerem Stil politisch tätig. Bei der Reichstagswahl vom September 1930 zog Völter schließlich als Reichswahlvorschlag der SPD ins Parlament ein. Nachdem sein Mandat bei den Wahlen vom Juli und vom November 1932 bestätigt wurde, gehörte Völter dem Reichstag bis zum März 1933 an.

## Schriften
- Die Gemmingische Grundherrschaft hinter dem Hagenschiess, Heidelberg 1915.
- Beamtentum und Wirtschaft, Berlin 1921.
- Das Beamtenrätegesetz, 1921.
- Die beamtenpolitische Gesetzgebung der Republik. Vortrag gehalten auf dem 13. Bundestag des Deutschen Verkehrsbundes in Leipzig 1928, 1928.
- Die Laufbahn der Beamten, Berlin 1928.
- Die Beamtenbesoldung im modernen Staat, München 1932.
- Zehn Jahre freigewerkschaftliche Beamtenpolitik, Berlin 1932.